# Abdourahime Fakih
Pour les articles homonymes, voir Fakih.
Abdourahime Fakih est un boxeur sénégalais né le 26 janvier 1945 à Dakar et mort le 3 décembre 2016 dans la même ville.

## Biographie
Abdourahime Fakih fait partie de la minorité libano-syrienne installée au Sénégal. Il obtient la médaille d'or dans la catégorie des poids coqs aux Jeux africains de 1965 à Brazzaville,.